# Christian Friedrich Temler
Christian Friederich Temler (20. marts 1717 – 24. maj 1780) var en dansk-tysk embedsmand og bogsamler.
Han blev født i Zerbst og var søn af sadelmager Christian Demler. 1751 blev han ansat som gehejmekancellist ved det tyske Kancelli, blev 1760 sekretær og 1764 kancelliråd. Udnævnt 1768 til legationsråd ledsagede han Christian 7. på dennes udenlandsrejse og blev i England kreeret til dr. juris. I december 1770 blev han sekretær i departementet for de udenlandske affærer, hvilket embede han, der 1773 udnævntes til etatsråd, beklædte indtil sin død.
Temler var en stor bogsamler; hans bibliotek indeholdt fremragende sjældenheder, af hvilke flere på auktionen efter ham kom til det Kongelige Bibliotek, der også erhvervede hans smukke samling af stambøger og collectanea til de slaviske sprog. Selv var han ikke synderlig produktiv, i Videnskabernes Selskabs skrifter (XII) offentliggjorde han en afhandling Om Spor af en Overensstemmelse mellem det illyriske og celtiske Sprog i de nordiske og øvrige Mundarter, som komme af dem begge samt en afhandling om krudtets og bøssens opfindelse.
Han blev i 1777 medlem af Det kongelige danske Selskab for Fædrelandets Historie.
Temler var 2 gange gift: 1. (23. august 1769) med Lucia født Haas (født 22. oktober 1733 død 20. december 1770), enke efter hofkonditor Carl Friedrich Strauss fra Altenburg (født 1723 død 1767); 2. (22. april 1772) med Sophie født Junge (født 20. november 1711 død 12. december 1776). Begge ægteskaber var barnløse, og hans anselige, ved begge giftermål erhvervede formue tilfaldt slægtninge efter hans 2. hustru.